# Гутьеррес Борбуа, Лусио
Луси́о Э́двин Гутье́ррес Борбу́а (исп. Lucio Edwin Gutiérrez Borbúa; род. 23 марта 1957, Кито, Эквадор) — президент Эквадора с 15 января 2003 по 20 апреля 2005 года, руководитель Хунты национального спасения в 2000 году.

## Биография
Получил военно-инженерное образование в Эквадоре, учился также в Бразилии и США. Участвовал в миротворческих миссиях ООН в Центральной Америке. Полковник. К 2000 году был командующим полком охраны президентского дворца.
В январе 2000 года президентский дворец был осаждён митингующими индейцами, протестовавшими против отмены национальной валюты и перехода на американский доллар. Гутьеррес перешёл на сторону индейцев, отстранил президента Хамиля Мауада и возглавил взявшую власть Хунту национального спасения. Вскоре хунта передала власть гражданским лицам и вице-президенту Густаво Нобоа (тем не менее, Гутьеррес был арестован). Эти действия сделали Гутьерреса популярным, и он создал партию «Патриотическое общество 21 января», которая изначально декларировала цели достижения социальной справедливости.
В 2002 году выставил свою кандидатуру на президентских выборах и победил, набрав 20,32 % голосов в первом туре и 54,79 % — во втором, получив, в частности, поддержку индейского населения. Пытался оздоровить экономику, но когда это не удалось, был вынужден взять очередной кредит у МВФ. В 2004 году попытался приватизировать пенсионную систему. Позднее взял контроль над Верховным судом, заменив большую часть судей, а затем и распустив его, снял обвинения в коррупции и вернул из эмиграции экс-президентов Букарама и Нобоа, которых население винило в тяжёлом состоянии экономики к началу XXI века.
В апреле 2005 года в стране начались массовые манифестации с призывом к отстранению Гутьерреса. 15 апреля им было введено чрезвычайное положение. Армия отказалась следить за соблюдением ЧП. 20 апреля Национальный конгресс своим решением отстранил его от власти и передал полномочия вице-президенту Альфредо Паласио Гонсалесу. Гутьеррес попытался бежать из страны, но из-за захвата аэропорта военными укрылся на территории бразильского посольства, откуда вскоре бежал за границу.

В октябре, однако, вернулся в Эквадор и был арестован.
В 2009 году участвовал в президентских выборах и набрал 1 948 167 (28,24 %) голосов, заняв второе место (Рафаэль Корреа победил в первом туре). В произошедшей в октябре 2010 года во время беспорядков в Эквадоре в попытке свержения Рафаэля Корреа был обвинён один из соратников Гутьерреса и его партия «Патриотическое общество 21 января»; сам Корреа назвал Гутьерреса организатором попытки переворота.